# دروبیشاو
دروبیشاو (به آلمانی: Dröbischau) یک شهر در آلمان است که در زارفلد-رودلشتات واقع شده‌است. دروبیشاو ۵۳۶ نفر جمعیت دارد.